# Seznam makedonskih politikov
Seznam makedonskih politikov (danes v državi z imenom Severna Makedonija). (Glej tudi: Seznam bolgarskih politikov, Seznam albanskih politikov, Seznam grških politikov, Seznam srbskih politikov in Seznam kosovskih politikov).

## A
- Gjorgji Abadžiev
- Faik Abdi
- Mirče Acev
- Vera Aceva - Dosta
- Ljubica Acevska
- Abdilaqim Ademi
- Arbër Ademi
- Kemal Agoli
- Ali Ahmeti
- Petre Alčev
- Todor Aleksandrov Poporušev
- Boris Aleksovski-Karče
- Vasil Aleksovski
- Jovan Andonov
- Ilija Andonov-Čento
- Metodi Andonov-Čento
- Epominonda pop Andonov
- Stojan Andov
- Bane Andreev
- Ivan Angelov
- Todor Angelovski - Daskalot
- Ilija Antevski - Smok
- Vasil Antevski - Dren
- Dimitar Apasiev
- Mihajlo Apostolski
- Vančo Apostolski
- Ljupčo Arsov - Goce
- Lenče Arsova-Stojanova
- Todor Arsov
- Danela Arsovska
- Kiro Atanasovski

## B
- Risto Bajalski
- Amdi Bajram
- Hristo Batandžiev
- Kreshnik Bekteshi
- Trajan Belev - Goce
- Dimče Belovski
- Dimitar Berovski Pop-Georgiev
- Fatmir Besimi
- Blerim Bexheti
- Zlatko (Zlate) Biljanovski
- Fatmir Bitiki (Bitiqi)
- Kočo Bitoljanu (Koço Bitolanu)
- Dragan Bogdanovski
- Jezdimir Bogdanski
- Ksente Bogoev
- Dimitar Bogoevski
- Dime Bojanovski - Dize
- Nikola Bošale
- Trajko-Tarcan Boškovski
- Petar Božinovski
- Filip Brajkovski
- Živko Brajkovski
- Panko Brašnar(ov)
- Vlado Bučkovski
- Tome Bukleski - Maćuli
- Vančo Burzevski

## C
- Fijat Canoski
- Mila Carovska
- Dušan Cekić
- Todor Cipovski
- Vera Ciriviri - Trena
- Mihail Cokov
- Branko Crvenkovski
- Krste Crvenkovski
- Stevo Crvenkovski

## Č
- Vasil Čakalarov
- Ljiljana Čalovska - Ahil
- Kole Čašule
- Slobodan Čašule
- Petar Čaulev
- Boro Čaušev
- Mitko Čavkov
- Angel Čemerski - Januš
- Andreja Čipov (Andreas Tsipas)
- Jordan Čopela
- Efrem Čučkov
- Emanuel (Mane) Čučkov
- Dimitar Čupovski
- Boro Čuškar

## D
- Đore Damevski - Bokser
- Risto Damjanovski
- Dobri Daskalov
- Pavle Davkov
- Goce Delčev ("Ahil")
- Galip Dema
- Firuz Demir
- Bonka Demireva
- Boro Denkov
- Mehmet Pashë Deralla (Kallkandeleni)
- Emil Dimitriev
- Mito Dimitrievski
- Aleksandar Dimitrov
- Andon Dimitrov
- Dimitar Dimitrov
- Evgeni Dimitrov (1919-2010) bolg.?/pravnik
- Lazar Dimitrov
- Nikola Dimitrov
- Cvetan Dimov
- Ilija Dimovski - Goče
- Vasil Dimovski
- Vangel Dinu
- Stojan Divlev
- Ivan Dojčinov-Španec
- Mire Donovski
- (Pančo Dorev)
- Vaska Duganova
- Božidar "Dare" Džambaz
- Ivan Džinovski
- Risto Džunov
- Todor Džunov?

## E
- Georgi/Gjorgji Efremov
- Lazar Elenovski

## F
- Suhejl Fazliu
- Venko Filipče
- Čede Filipovski - Dame
- Ilija Filipovski
- Cveta & Olga Filipovska
- Bogoja (Naumov) Fotev (Blagoja Fotev?)
- Ljubomir Frčkoski

## G
- (Stevan Gaber)
- Kiro Gavriloski
- Mladen Georgiev
- Pero Georgiev - Čičo
- Petar Georgiev
- Ljupčo/Ljubčo Georgievski
- Kiro Georgievski - Dejan
- Ljubiša Georgievski
- (Mihail Gerdžikov)
- Strahil Gigov
- Gjore Gjoreski
- Stevan Gjorgievski?
- Vasil Gjorgov
- Vasil Glavinov
- Kiro Gligorov
- Gligorije Gogovski
- Jovan Gorgov
- Petar Gošev
- Tuše Gošev
- Trajan Gocevski
- Vasil Grivčev
- Aleksandar Grličkov
- Cvetan Grozdanov
- Artan Grubi
- Dame Gruev
- Nikola Gruevski
- Trajče Grujoski
- Asen Grupče
- Pitu Guli

## H
- Dimo Hadži-Dimov
- Blagoj Hadži-Panzov
- Ivan Hadžinikolov
- Kiro Hadživasilev
- Mito Hadživasilev
- Blagoja Handžiski
- Nikola Harlakov
- Kamber Hasan
- Dervish Hima (Ibrahim Mehmet Naxhi)
- Arianit Hoxha
- Aleksandar Hristov

## I
- Aleksandar Icev
- Gjorge Ivanov

## J
- Gojko Jakovlevski
- Goran Jakovlevski
- Trpe Jakovlevski
- Kadri Jakupi
- Blagoj Jankov - Mučeto
- Gordana Jankuloska
- Adnan Jashari
- Vera Jocić
- Zoran Jolevski
- Ljupčo Jordanovski
- Jovan Jorgov
- Josif Josifovski - Sveštarot
- Kuzman Josifovski - Pitu
- Ilija Jovanovski - Cvetan
- Rade Jovčevski

## K
- Tahir Kadriu
- Vlado Kambovski
- Dimo Kantardžiski
- Asparuh Kanevče
- Elpida Karamandi
- Vasko Karangeleski
- Mara Karbeva
- Nikola Karev
- Menča (Melpomena) Karničeva
- Bilall Kasami
- Ivan Katardžiev
- Saško Kedev
- Srgjan Kerim/n/?
- Lazar Kitanovski
- Savo Klimovski
- Nikola Kljusev
- Fana Kočovska - Cvetković
- Dimitar Kolemiševski
- Lazo Kolevski
- Lazar Koliševski (Kolišev)
- Žamila Kolonomos
- Blaže Koneski
- Zoran Konjanovski
- Bisera Kostadinovska Stojčevska
- Hari Kostov
- (Trajčo Kostov - v Bolgariji)
- Dimitar Kovačevski
- Dimče Kozarov
- Meti Krliu
- Boge Kuzmanovski

## L
- Kata Lahtova
- Jakov Lazaroski
- (Aleksandar Lepavcov)
- Genadie Leškov
- Blagoj Levkov
- Rampo Levkov - Levkata
- Kaba Limani
- Krenar Loga

## M
- Denko Maleski
- Vlado Maleski
- Veselinka Malinska
- Liljana Maneva
- Mihajlo Manevski
- Stefan Manevski
- Branko Manoillovski (Manojli, Manojlovski)
- OvadiJa EstreJa Mara ?
- Krste Markovski
- Venko Markovski (Veniamin Tošev)
- Aleksandar Stipe Martinovski
- Živko Martinovski
- Manču Matak
- (Mateja Matevski)
- Hristo Matov
- Ixhet Memeti
- Boro Menkov
- Mito Micajkov
- Hristijan Mickoski
- Osman Miftari
- Kiro Mihailovski
- Ivan (Vančo) Mihajlov
- Kiril Mihajlovski-Grujica
- Ljubomir Mihajlovski
- Miho Mihajlovski
- Zlate Mihajlovski
- Jordan Mijalkov
- Goran Milevski
- Mirko Milevski
- Jane Miljovski
- (Kiril Miljovski)
- Slavko Milosavlevski
- Tihomir "Tićo" Miloševski
- Antonio Milošoski
- Mara Minaveva
- Nikola Minčev
- Kiril Minovski
- Dimitar Mirčev (Dimče Mirčev)
- Dimče Mirčevski
- Krste Misirkov
- Trajko Miškovski
- Vladimir Mitkov
- Ilinka Mitreva
- Meri Mladenovska-Gjorgjievska
- Lazar Mojsov
- Maja Moračanin
- Timčo Mucunski

## N
- Kiro Nacev
- Mara Naceva
- Dževdet/Xhevdet Nasufi
- Gjorgji Naumov
- Stevan Naumov - Stiv
- Naum Naumovski - Borče
- Vasko Naumovski
- Vangel Nečevski - Tunel
- Dimitar Nestorov
- Jordan Nikolov - Orce
- Gogo Nikolovski
- Ljubčo Nikolovski

## O
- Bujar M. Osmani

## P
- Milan Pančevski
- Ljuben Paunovski
- Naum Pejov
- Stevo Pendarovski
- Svetozar Pepovski
- Goce Petreski
- Gjorče Petrov
- Boro Petkovski
- Tito Petkovski
- Aco (Aleksandar) Petrovski
- Risto Petrovski
- Kiril Petrušev - Čikoto
- Olga Petruševa - Babata
- Boro Petruševski
- Strašo (Stahil) Pindžur
- Petre Piruze – Majski
- Vladimir Poležinoski - Vlado Poležina (dr.)
- Azis Polozhani
- Epaminonda Pop Andonov
- Malina Popivanova
- Petar Pop-Arsov (1868-1941)
- Nikola Poposki
- Blagoj Popov
- Blaga Popovska
- Liljana Popovska
- Dušan Popovski
- Elisije Popovski
- Nikola Popovski
- Kiro Popovski
- Vlado Popovski
- Panče Popovski
- Zoran T. Popovski
- Vladimir Poptomov
- Vančo Prkev
- Gjorgjija Pulevski

## R
- Kočo Racin
- Vera Rafajlovska
- Hisen Ramadani
- Shukri Ramo
- Blerim Reka
- Blaže Ristovski
- Moric Romano

## S
- Il(ij)az Sabiru
- Borče (in) Ljupčo Samonikov
- Jane Sandanski
- Boris Sarafov
- Zijadin Sela
- Aslan Selmani
- Reis Shaqiri
- Resul Shaqiri
- Gordana Siljanovska Davkova
- Trajko Slaveski
- Vidoe Smilevski
- Lazar Sokolov
- Oliver Spasovski
- Boško Stankovski
- Vulnet Starova
- Zoran Stavreski
- Dragoljub Stavrev
- Irena Steposka
- Dimitar Stojanov (=? Dimče Stojanov - Mire)
- Goce Stojčevski
- Stojan Stojčevski
- Jovan Stojković Babunski
- Trajko Stojkovski
- Boris Stojmenov
- Slavčo Stojmenski
- Blagoja Stračkovski
- (Vlado Strugar : Črnogorec)

## Š
- Bajram Šabani
- Kosta S. Šahov
- Pavel Šatev
- Metodi(ja) Šatorov - Šarlo
- Radmila Šekerinska Jankovska
- Petre Šilegov
- Ramo Šukri (Turek)

## T
- Blagoja Taleski
- Borko(a) Taleski
- Todor Taleski?
- Hristo Tatarčev
- Borko Temelkovski - Liljak
- Mito Temenugov - Železni
- Menduh Thaçi
- Pero Tikvarov
- Blažo Todorovski
- Hristijan Todorovski - Karpoš
- Mile Todorovski?
- Vangel Todorovski
- Ilija Topalovski
- Alaetin Toska
- Pere Tošev
- Metodija Toševski
- Panče Toškovski
- Stojan Trajanovski
- Nedelko Trajkovski
- Boris Trajkovski
- Trajko Trajkovski*
- Vasil Tupurkovski

## U
- Aleksandar Urdarevski
- Hristo Uzunov
- Nikola Uzunov?
- Cvetko Uzunovski - Abas

## V
- Ljubomir Varošlija
- Džemail Vejseli
- Borko Velevski
- Trajko Veljanovski
- Dimitar Vlahov
- Gustav Vlahov
- Krume Volnarovski
- Nikola Vražalski

## X
- Arbën Xhaferi
- Talat Xhaferi

## Z
- Atanas Zabaznovski
- Zoran Zaev
- Arsim Zekolli
- Boris Zmejkovski
- Adem Zulfiqari
- Beqir Zhuta (Bek´ir Žuta)